# Eduardo Lozano Lardet
Eduardo Lozano Lardet (Campanario (Badajoz), 1897  Madrid, 1 de marzo de 1968) fue un arquitecto español.

## Trayectoria y obra
Obtuvo el título en 1923 y uno de sus primeros diseños fueron para algunas dependencias del Hospital General de la Santísima Trinidad de Salamanca, capital en la que ejerció como arquitecto provincial durante veintitrés años, llegando a firmar un anteproyecto de Reforma Interior y Ensanche de la ciudad.
Fue autor o colaborador en los proyectos de varios edificios públicos madrileños con gran espacio interior, entre ellos: el cine San Carlos (1928-1929) de la calle de Atocha, el Frontón Madrid, de la plaza de Benavente, ambos ejemplos de arquitectura racionalista. Con su maestro, Eduardo Sánchez Eznarriaga, desarrolló las obras del Teatro Alcázar (1921-1924) y el Teatro Beatriz.